# نهر الأبرش
نهر الأبرش نهر ساحلي يجري في محافظة طرطوس، طوله حوالي 45 كم، متوسط غزارته 1-2 م3/ثا. ارتفاعه في منابعه 230م.
يتشكل النهر من اجتماع عدة ينابيع وأودية سيلية تنبع من منطقة الدريكيش شرق طرطوس، في المنطقة الجنوبية لجبال اللاذقية أهمها: العديدة والشيخ حسن والبحاص والنهر الصغير. وترفده في مجراه الأوسط عدة ينابيع أهمها: عين سركيس وعين مريزة وعيون الغار ووادي القرناصة ووادي الكروم.
يأخذ اتجاهه نحو الجنوب الغربي قبل أن يصب في البحر المتوسط جنوبي بلدة الحميدية، منطقة طرطوس.
تشاهد على جانبي سرير النهر بعض السهول الفيضية القليلة الاتساع، على هيئة مصاطب صغيرة تتألف من ترسبات نهرية رباعية، تزرع رياً على مياه النهر الحمضيات والفول السوداني والخضراوات.
يفيض النهر شتاء بعد موسم الأمطار، وتغور مياهه صيفاً في عدة أجزاء من مجراه. توجد على جوانب واديه الأدنى بعض الآثار القديمة: قلعة العريمة، تل كزل، كما عثر على مقربة من تل الكزل على بقايا حيوانات تعود إلى العصر الحجري القديم.